# Albeștii de Muscel
Pour les articles homonymes, voir Albeștii.
Albeștii de Muscel est une commune du județ d'Argeș en Roumanie.

## Démographie
Lors du recensement de 2011, 97,9 % de la population se déclarent comme roumains (2,02 % ne déclarent pas d'appartenance ethnique et 0,06 % déclarent appartenir à une autre ethnie).
En 2011, la répartition des groupes confessionnels se présente comme suit :
- Orthodoxes : 80,22 %
- Évangélistes : 8,74 %
- Chrétiens selon l'Évangile : 7,28 %
- Pentecôtistes : 1,33 %
- Inconnue : 2,02 %
- Autres : 0,38 %

## Politique
| Parti | Parti                                      | Sièges |
| ----- | ------------------------------------------ | ------ |
|       | Parti national libéral (PNL)               | 3      |
|       | Parti social-démocrate (PSD)               | 2      |
|       | Parti Mouvement populaire (PMP)            | 2      |
|       | Parti pour Argeș et Muscel                 | 2      |
|       | Alliance des libéraux et démocrates (ALDE) | 1      |
|       | Indépendant                                | 1      |